# Łętowo (województwo warmińsko-mazurskie)
Łętowo (niem. Lentag) – osada w Polsce, w województwie warmińsko-mazurskim, w powiecie mrągowskim, w gminie Piecki. 
Do 2023 miejscowość była przysiółkiem wsi Piecki.
Przysiółek wchodzi w skład sołectwa Piecki. 
W latach 1975–1998 przysiółek administracyjnie należał do województwa olsztyńskiego.
Przysiółek został założony w XIX wieku jako niewielkie gospodarstwo dworskie.